# Bela dama Devinska
Bela dama Devinska je roman slovenskega pisatelja iz Trsta Dušana Jelinčiča, ki govori o dveh zaljubljencih iz zgodovinskih časov, ki se predajata prepovedani ljubezni.

## Vsebina
Začetek ljubezni med Simerjem in Vido je bil pravljičen. On priden in delaven mladenič, ki je zaradi smrti očeta šel pomagat ribičem; ona ubogljiva mladenka, ki pomaga doma na kmetiji. Od prvega srečanja dalje sta hrepenela drug po drugem. Prelepo, da bi lahko trajalo: mednju poseže graščak z devinskega gradu. Ne vzame si le pravice prve noči, pač pa Vido obdrži na svojem gradu in se z njo poroči. A ker prava ljubezen ne pozna meja, se zaljubljenca srečujeta še naprej. V jami nad morjem se predajata prepovedani ljubezni.
V gradu ima Vida zaupnico Sofijo. Ta ji pomaga pri premagovanju ovir, da se lahko še naprej srečuje s Simerjem. Pove ji, kje je skrivni izhod iz gradu. Ko Vida ugotovi, da je zanosila, se odpove ljubezni. S težkim srcem se poslovi od Simerja, a ker se prava ljubezni nikoli ne konča, njuno slovo ni dokončno. V nadaljevanju smo bralci seznanjeni z uboji iz zased, maščevanjem, ljubosumnostjo ... 
V epilogu izvemo, kaj se dogaja po tragični usodi zaljubljencev. Kako osebe, ki so imele rade Vido in Simerja, prav zaradi njiju še naprej ohranjajo vero v brezmejno ljubezen.